# 平内町立小湊小学校
平内町立小湊小学校（ひらないちょうりつ こみなとしょうがっこう）は、青森県東津軽郡平内町大字小湊にある公立小学校である。

## 概要
- 本校は、町中心部の小湊地区にあり、概ね町中部が学区となっている。

## 所在地
- 青森県東津軽郡平内町大字小湊字後萢15

## 沿革
- 1873年（明治6年）6月29日 - 第十四中学区官立小湊小学校創立。
- 1875年（明治8年）12月 - 公立小湊小学校に改称。
- 1887年（明治20年） - 小湊尋常小学校に改称。
- 1892年（明治25年）5月10日 - 高等科併置、小湊高等尋常小学校に改称。
- 1896年（明治29年）6月25日 - 浅所分教場設置。
- 1921年（大正10年）10月17日 - 新校舎新築工事開始。
- 1922年（大正11年）1月22日 - 新校舎落成。
- 1925年（大正14年）4月1日 - 浅所分教場が本校から独立し、浅所尋常小学校となる。
- 1928年（昭和3年）
  - 7月12日 - 運動場ができる。
  - 11月10日 - 校章・校歌制定。校旗も樹立し、樹立式挙行。
- 1941年（昭和16年）4月1日 - 国民学校令により、小湊国民学校に改称。
- 1947年（昭和22年）4月1日 - 学制改革（新学制）により、小湊町立小湊小学校に改称。同日から小湊中学校併置。
- 1948年（昭和23年）4月5日 - 小湊中学校が新校舎に移転・分離。
- 1955年（昭和30年）3月31日 - 小湊町・西平内村・東平内村が合併した平内町の誕生により、平内町立小湊小学校に改称。
- 1973年（昭和48年） - 統合小湊小学校校舎新築工事着工。
- 1974年（昭和49年）3月1日 - 普通教室棟-1が落成。
- 1975年（昭和50年）
  - 3月1日 - 普通教室棟-2・特別教室棟が落成。
  - 4月1日 - 藤沢小学校を統合。統合新校舎落成。
  - 7月22日 - 新体育館落成。
- 1976年（昭和51年）7月1日 - 体育館が落成。
- 2007年（平成19年）4月1日 - 内童子小学校を統合
- 2012年（平成24年）4月1日 - 浅所小学校・東田沢小学校を統合。
- 2023年（令和5年） - 創立150周年を祝う会開催[2]。

## アクセス
- 青い森鉄道小湊駅から約600m、徒歩約9分・車で1～2分。
- 平内町民バス「青少年ホーム前」バス停から、徒歩約495m・約8分。

## 周辺
- 青い森鉄道青い森鉄道線小湊駅
- 平内町歴史民俗資料館
- 平内町立小湊中学校
- 平内町役場
- 国道4号
- 小湊郵便局

## 著名な卒業生
細川亨 - 元プロ野球選手

## 参考資料
- 『平内町史 上巻』（平内町役場・1977年4月1日発行）
  - 712頁「第2章明治以後の教育 第六節学校沿革史 小湊小学校」
  - 1255頁～1311頁「平内町年表」
- 『青森県教育史 別巻』（青森県教育委員会・1973年12月20日発行）別巻750頁「学校沿革 小学校 小湊小学校」